# Bitka kod Žirovice 1560.
Bitka kod Žirovice bila je jedna od bitaka u Stogodišnjem hrvatsko-turskom ratu.

## Tijek bitke
16. ožujka 1560. godine kod Žirovice su se s Turcima sukobile  hrvatske snage koje su predvodili Nikola Šubić Zrinski i hrvatski krajiški kapetan Juraj Lenković. Bitka je završila hrvatskom pobjedom. 